# بوليط معمر
بوليط معمر (الاسم العلمي: Boletus annosus) هو نوع الفطريات يتبع جنس البوليط من الفصيلة البوليطية.